# Aeroporto de Brno
O Aeroporto de Brno (em tcheco/checo:  Letiště Brno Tuřany) (IATA BRQ, ICAO: LKTB) é um dos mais importantes aeroportos internacionais da República Checa. Fica no sudoeste da cidade Brno no cadastro do bairro Tuřany, perto do lugar chamado também Austerlitz, tornado conhecido com as guerras Napoleónicas. Formalmente foi um aeroporto militar, mas no passado tive também conexões regulares para passageiros - por exemplo a Air Engiadina no voo para Zurique, a SK Air para Kosice e Kyjev, ou a Air Ostrava para Praga.

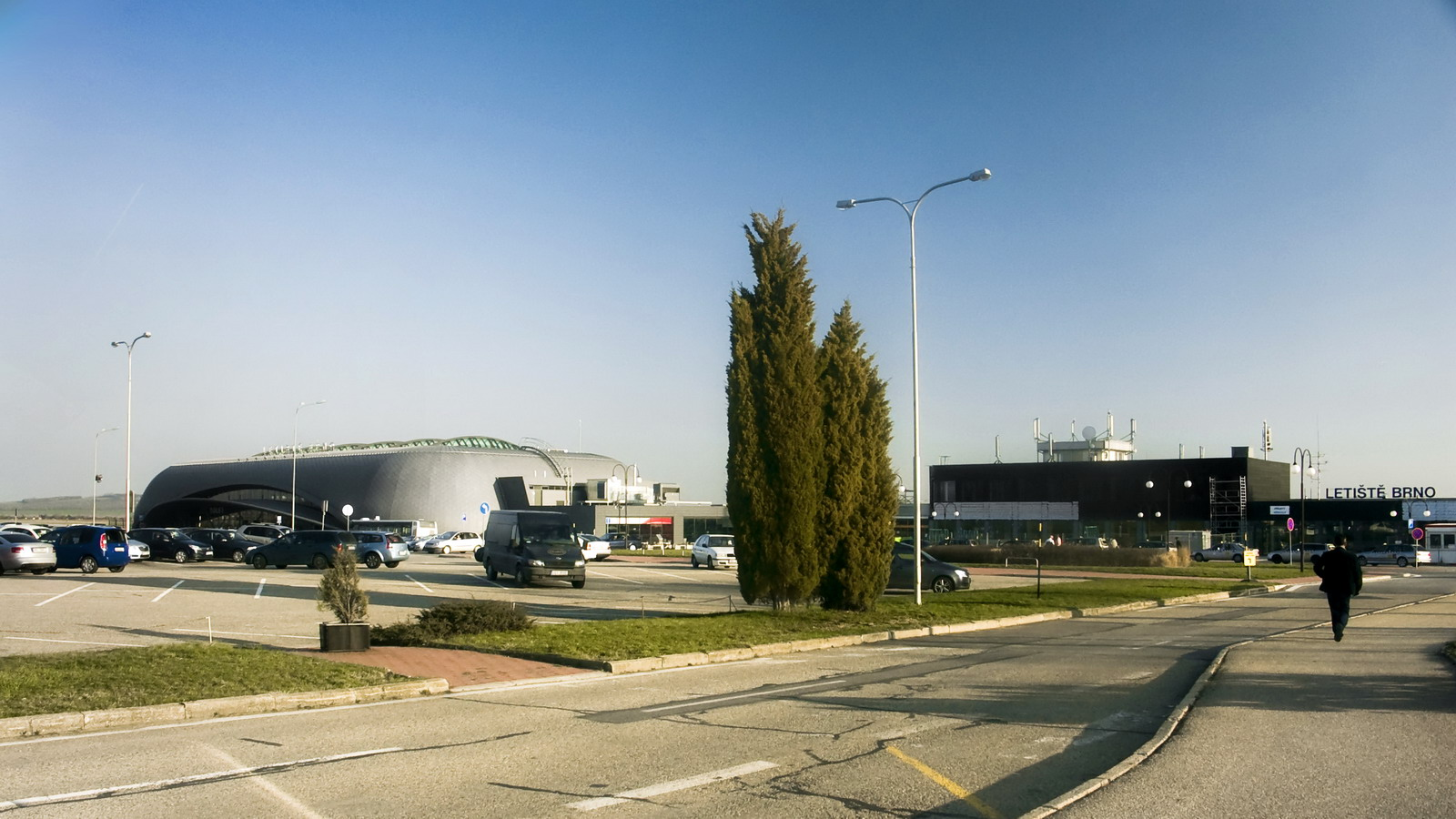
Aeroporto de Brno.

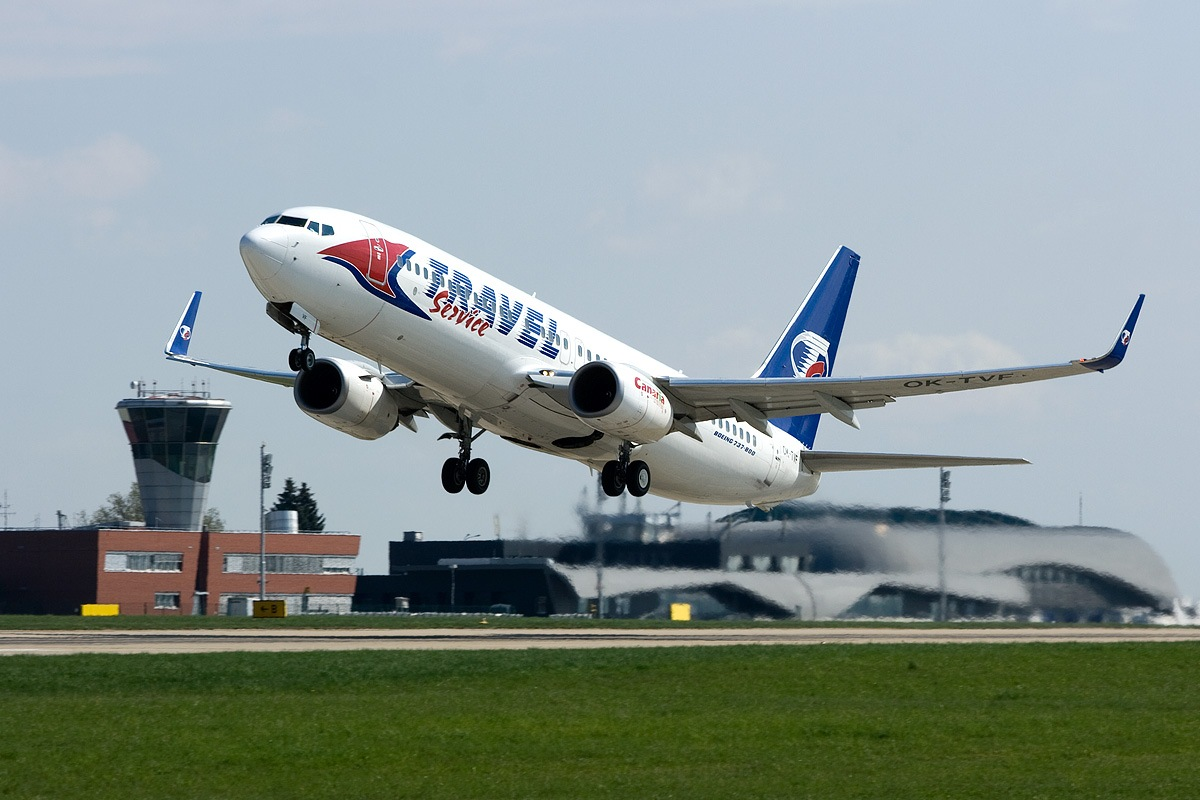
Boeing 737 Travel Service.

Em 2006 foi aberto um novo e muito futuristico terminal de partidas. O aeroporto despachou 	749 153 (2024) passageiros e 6 273 toneladas de carga em 2008.

## Acesso
- Linha de autocarro público 76 - para a estação dos comboios central de Brno
- Linha de autocarro público 89 (Nightbus)- para a estação dos comboios central de Brno e suburbano Noroeste da cidade

## Linhas e destinos
Regulares:
(Inverno 2013)
- Ryanair (Londres-Stansted)
- UTAir (Moscowo-Vnukovo)

Regulares:
(Verão 2013)
- Ryanair (Londres-Stansted, Milão-Bergamo)
- UTAir (Moscowo-Vnukovo)
- Wizzair (Londres-Luton, Eindhoven)

Sazonal
- Smart Wings (Larnaca, Las Palmas, Malaga etc. (sazonal))
- Wizzair (Roma-Fiumicino)
- Czech Connect Airlines (Moscowo-Domodedovo, Sankt Petersburg)

Carga:
- TNT (Liége, Praga)

Charter no Inverno 2009:
- CSA Czech Airlines (Antália, Burgas, Corfu, Heraklion, Hurghada, Palma de Mallorca, Rodos, Taba…)
- Red Wings (Moscowo-Vnukovo)
- Travel Service (Antália, Burgas, Djerba, Gran Canaria, Heraklion, Hurghada, Limnos, Mombasa, Kos, Monastir, Palma de Mallorca, Preveza, Rodos, Samos, Sharm el Seikh, Zakinthos…)
- Karthago Airlines (Djerba, Monastir)
- Montenegro airlines (Podgorica)
- Tunisair (Monastir)